# روبين كوك
روبرت براين «روبن» كوك (بالإنجليزية: Robin Cook)‏ (ولد في 4 مايو 1940 ، في مدينة نيويورك) هو طبيب أمريكي وروائي يكتب عن الطب والمواضيع التي تؤثر على الصحة العامة .
و هو مشهور بالجمع بين الكتابة الطبية و الإثارة . العديد حققت كتبه مبيعات كبيرة وصنفت ضمن قائمة أفضل بائع في نيويورك تايمز . كما ظهر العديد من كتبه في مجلة ريدرز دايجست . بيعمن كتبه ما يقرب من 400 مليون نسخة في جميع أنحاء العالم.

## روابط خارجية
- روبين كوك على موقع IMDb (الإنجليزية)
- روبين كوك على موقع ميوزك برينز (الإنجليزية)
- روبين كوك على موقع إن إن دي بي (الإنجليزية)
- روبين كوك على موقع قاعدة بيانات الفيلم (الإنجليزية)